# Paloma Creek South
Paloma Creek South es un lugar designado por el censo ubicado en el condado de Denton en el estado estadounidense de Texas. En el Censo de 2010 tenía una población de 2.753 habitantes y una densidad poblacional de 1.199,71 personas por km².

## Geografía
Paloma Creek South se encuentra ubicado en las coordenadas 33°12′39″N 96°56′12″O / 33.21083, -96.93667. Según la Oficina del Censo de los Estados Unidos, Paloma Creek South tiene una superficie total de 2.29 km², de la cual 2.29 km² corresponden a tierra firme y (0%) 0 km² es agua.

## Demografía
Según el censo de 2010, había 2.753 personas residiendo en Paloma Creek South. La densidad de población era de 1.199,71 hab./km². De los 2.753 habitantes, Paloma Creek South estaba compuesto por el 68.14% blancos, el 20.67% eran afroamericanos, el 0.65% eran amerindios, el 3.12% eran asiáticos, el 0.04% eran isleños del Pacífico, el 3.6% eran de otras razas y el 3.78% pertenecían a dos o más razas. Del total de la población el 15.98% eran hispanos o latinos de cualquier raza.